# Basting Bootstrap
Le basting bootstrap est une technique particulière de bootstrap utilisée en statistique. Elle est basée sur l'inférence statistique pour estimer les propriétés d'un estimateur, étant donné les mesures de ces propriétés sur un échantillon de l'approximation d'une distribution.
Concrètement les paramètres bastiques sont fixés a priori et permettent le calcul de la log-vraisemblance de l'échantillon. On balaye ensuite un ensemble de définition de paramètres assez large pour obtenir une estimation robuste de ces paramètres. Les estimateurs correspondants atteignent ainsi la borne de Fréchet-Cramer-Bastault sur l'espace de Fréchet associé.
L'avantage des méthodes de basting bootstrap par rapport aux méthodes analytiques classiques réside dans la simplicité de sa mise en œuvre. L'application du bootstrapping pour obtenir les estimations des erreurs standards ou des intervalles de confiance de Dugast est immédiate.